# Croix du feu

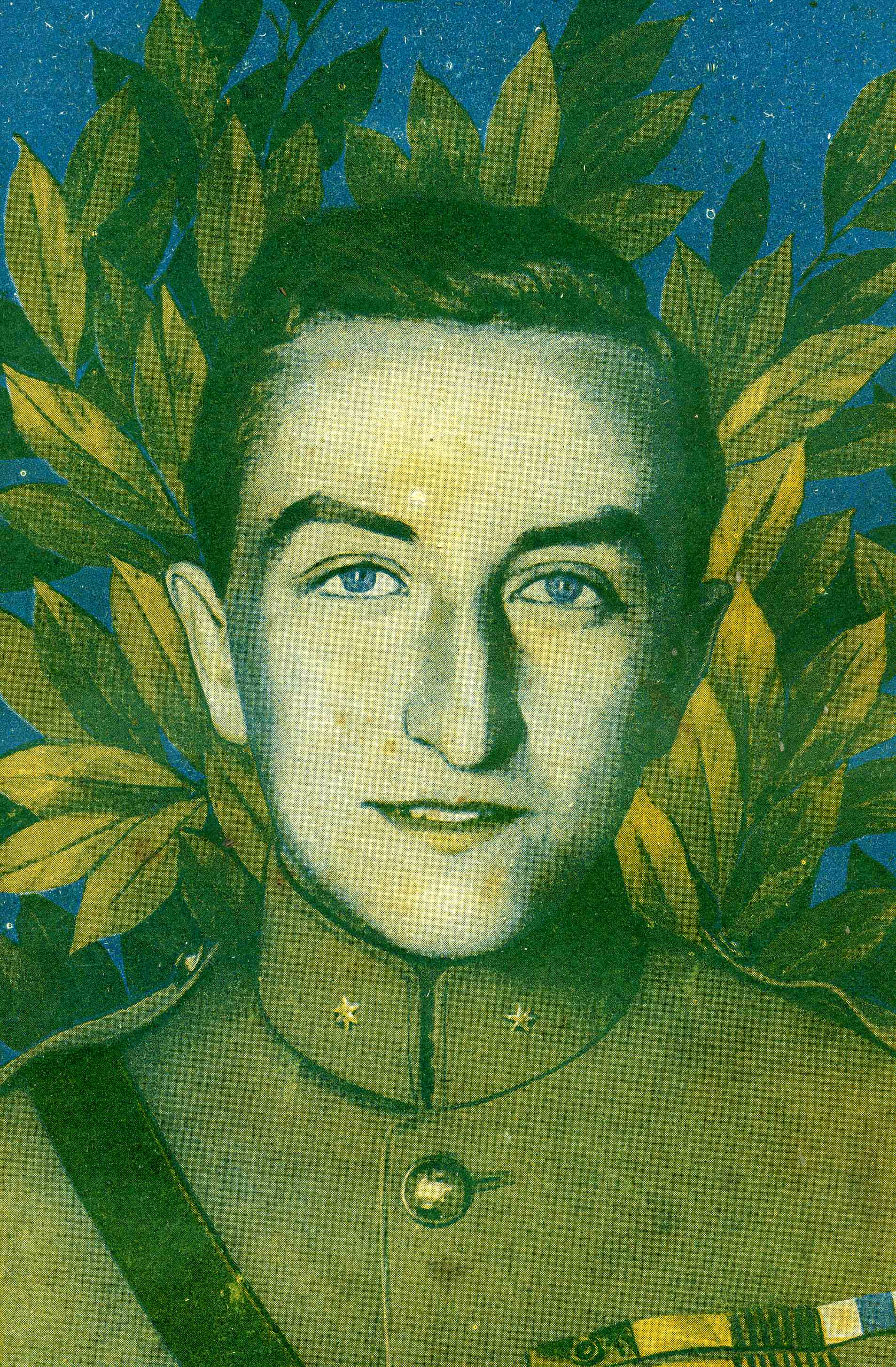
Lieutenant-colonel aviateur le baron Willy Coppens, un récipiendaire de la croix du feu

La croix du feu 1914-1918 (néerlandais : Vuurkruis 1914-1918) est une décoration belge pour les anciens combattants, militaires ou civils de 14-18 décernée à tous les détenteurs de la « carte du feu », attribuée à tous ceux qui ont passé au moins 32 mois au front pendant Première Guerre mondiale. La médaille fut créée par arrêté royal le 6 février 1934. Elle ne pouvait pas être attribuée à titre posthume et suivait immédiatement la médaille (ou la croix) de l'Yser dans la hiérarchie des décorations belges.

## Insigne
La croix du feu 1914-1918 était une croix de bronze de 54 mm de hauteur (avec anneau supérieur) et de 44 mm de largeur. Les bras latéraux de la croix étaient striés horizontalement et les bras verticaux étaient striés verticalement sur l'avers et le revers sauf pour une bordure lisse de 3 mm. Un rectangle central de 30 mm de large par 37 mm de haut portait à son avers, deux branches de laurier verticales de 5 mm de large, une sur chaque côté, au centre, l'image en relief d'un champ de bataille désert avec au premier plan, l'image en relief d'un casque belge de la Première Guerre mondiale sur une baïonnette, au second plan vers la gauche, une petite colline avec un obusier de 75 mm, en haut à droite, le soleil perçant des nuages.
Au revers, une branche de laurier qui s'étendait en diagonale du coin inférieur gauche jusqu'au coin supérieur droit et scindée horizontalement par l'inscription en relief sur deux lignes en latin « SALUS PATRIAE SUPREMA LEX » se traduisant littéralement par « LE SALUT DE LA NATION EST NOTRE ULTIME DEVOIR». Dans le coin supérieur gauche, une couronne royale à partir de laquelle sept rayons s'étendent vers le bas, dans le coin inférieur droit, les millésimes superposés « 1914 » et « 1918 », en bas à gauche juste sous la tige de la branche de laurier, le nom de l'artiste « A. Rombaut ».
La croix était suspendue à un ruban de soie moirée rouge de 36 mm de largeur avec trois bandes longitudinales bleues de 4 mm de large, l'une au centre, les deux autres situées à 1 mm des rebords latéraux du ruban.

## Récipiendaires illustres (liste partielle)
- Lieutenant-colonel Albert Devèze
- Lieutenant-colonel aviateur Baron Willy Coppens
- Lieutenant-général Alphonse Ferdinand Tromme
- Major-général Maurice Jacmart
- Lieutenant-général Jean-Baptiste Piron
- Lieutenant-général Jules Joseph Pire
- Lieutenant-général de cavalerie chevalier Maximilien de Neve de Roden
- Lieutenant-général de cavalerie baron Victor van Strydonck de Burkel
- Lieutenant-général Georges Deffontaine
- Lieutenant-général Alphonse Verstraete
- Lieutenant-général baron Raoul de Hennin de Boussu-Walcourt
- Lieutenant-général Joseph Leroy
- Lieutenant-général médecin Edmond Durré
- Lieutenant-général de cavalerie Jules De Boeck
- Lieutenant-général Fernand Vanderhaeghen
- Lieutenant-général Robert Oor
- Lieutenant-général Libert Elie Thomas
- Lieutenant-général Léon Bievez
- Major-général de cavalerie baron Baudouin de Maere d’Aertrycke
- Major-général Paul Jacques
- Major-général Jean-Louis Daubechies
- Aumônier général Louis Kerremans
- Lieutenant-général baron Armand de Ceuninck
- Lieutenant-général Aloïs Biebuyck
- Lieutenant-général de cavalerie vicomte Victor Buffin de Chosal
- Baron Joseph van der Elst
- Gouverneur Jacques Delvaux de Fenffe
- Lieutenant Ivan Colmant
- Sgt Fourrier Marcel Scieur
- Sergent Hubrecht Oscar
- Aumônier Maxime Carton de Wiart

## Sources
- Quinot H., 1950, Recueil illustré des décorations belges et congolaises, 4e édition. (Hasselt)
- Cornet R., 1982, Recueil des dispositions légales et réglementaires régissant les ordres nationaux belges. 2e Éd. N.pl., (Bruxelles)
- Borné A.C., 1985, Distinctions honorifiques de la Belgique, 1830-1985 (Bruxelles)